# Episodi de Il commissario Rex (settima stagione)
La settima stagione della serie televisiva Il commissario Rex consta di dieci episodi andati in onda per la prima volta in Austria tra il 28 marzo e il 30 maggio 2001. In Italia, sono stati trasmessi in prima visione su Raiuno tra il 27 settembre e il 6 dicembre 2001. A differenza delle stagioni precedenti, si sceglie il giovedì come giorno settimanale di messa in onda, ponendo così "Il Commissario Rex" in concorrenza con la trasmissione Grande Fratello, in onda settimanalmente su Canale 5. L'avvio della trasmissione della nuova stagione era inizialmente previsto per giovedì 13 settembre 2001, ma in seguito alla modifica dei palinsesti dovuta agli attentati dell'11 settembre, la messa in onda dell'episodio "Il Modello" slittò al 27 settembre. Dal punto di vista degli ascolti, le puntate della settima stagione hanno frequentemente accusato il colpo della concorrenza del reality show di Canale 5 che ha quasi sempre prevalso sia in termini di telespettatori sia in termini di share. L'episodio più seguito è stato quello trasmesso l'8 novembre, dal titolo "Il Killer e la Bambina", che ha interessato 7 137 000, ottenendo uno share del 24,87%.
| nº | Titolo originale           | Titolo italiano          | Prima TV Austria | Prima TV Italia   | Dati d'ascolto     |
| -- | -------------------------- | ------------------------ | ---------------- | ----------------- | ------------------ |
| 1  | In letzter Sekunde         | All'ultimo secondo       | 28 marzo 2001    | 18 ottobre 2001   | 5 703 000 - 20,08% |
| 2  | Die Babydealer             | Mercanti di bambini      | 4 aprile 2001    | 4 ottobre 2001    | 5 426 000 - 19,99% |
| 3  | Der schöne Tod             | Foto perfette            | 11 aprile 2001   | 25 ottobre 2001   | 5 704 000 - 20,52% |
| 4  | Der Bluff                  | Il bluff                 | 18 aprile 2001   | 1º novembre 2001  | 5 833 000 - 21,99% |
| 5  | Ein todsicherer Tipp       | A colpo sicuro           | 25 aprile 2001   | 22 novembre 2001  | 6 297 000 - 21,77% |
| 6  | Tödlicher Test             | Le cavie                 | 2 maggio 2001    | 29 novembre 2001  | 5 716 000 - 19,18% |
| 7  | Besessen                   | La gabbia                | 9 maggio 2001    | 15 novembre 2001  | 6 264 000 - 22,21% |
| 8  | Das Mädchen und der Mörder | Il killer e la bambina   | 16 maggio 2001   | 8 novembre 2001   | 7 137 000 - 24,87% |
| 9  | Der Tod kam zwei Mal       | Il modello               | 23 maggio 2001   | 27 settembre 2001 | 6 151 000 - 21,79% |
| 10 | Strahlen der Rache         | Il raggio della vendetta | 30 maggio 2001   | 6 dicembre 2001   | 5 976 000 - 20,89% |

## All'ultimo secondo
- Titolo originale: In letzter Sekunde
- Diretto da:
- Scritto da:

### Trama
Due malviventi chiedono a un infermiere di uccidere un paziente, ma lui non è d'accordo ed essi lo eliminano.

## Mercanti di bambini
- Titolo originale: Die Babydealer
- Diretto da:
- Scritto da:

### Trama
Da alcuni mesi si verificano morti di bimbi per asfissia. La polizia indaga e scopre una terribile verità.

## Foto perfette
- Titolo originale: Der schöne Tod
- Diretto da:
- Scritto da:

### Trama
Rieder, fotografo professionista, scatta alcune foto a due ragazze, poi le uccide e ne nasconde i cadaveri in un congelatore.

## Il bluff
- Titolo originale: Der Bluff
- Diretto da:
- Scritto da:

### Trama
Viene compiuta una rapina e viene sequestrato il direttore della banca. Alex scoprirà che era d'accordo con il rapinatore.

## A colpo sicuro
- Titolo originale: Ein todsicherer Tipp
- Diretto da:
- Scritto da:

### Trama
Una studentessa vuole acquistare le azioni di una società, ma qualcuno glielo impedisce.

## Le cavie
- Titolo originale: Tödlicher Test
- Diretto da:
- Scritto da:

### Trama
Due giovani vengono usati come cavie per sperimentare dei farmaci, ma si verificano conseguenze gravi.

## La gabbia
- Titolo originale: Besessen
- Diretto da:
- Scritto da:

### Trama
Un tale affascinato dalle fantasie erotiche descritte da una scrittrice in una sua opera decide di viverle nella realtà.

## Il killer e la bambina
- Titolo originale: Das Mädchen und der Mörder
- Diretto da:
- Scritto da:

### Trama
Fred esce da un ospedale psichiatrico e ritorna dai suoi, suscitando il malumore del padre. Colto da un accesso di follia, uccide i genitori e sequestra una ragazzina. Alex lo catturerà.

## Il modello
- Titolo originale: Der Tod kam zwei Mal
- Diretto da:
- Scritto da:

### Trama
Viene ritrovato il cadavere di un modello nella spazzatura. Presenta ferite di arma da taglio e tracce di sostanze tossiche. Alex Brantner e Rex riusciranno a scoprire l'assassino.

## Il raggio della vendetta
- Titolo originale: Strahlen der Rache
- Diretto da:
- Scritto da:

### Trama
Una cantante ai vertici della classifica viene uccisa nell'esplosione della sua auto. Un compositore amico della vittima viene ucciso. Alex scoprirà che le esplosioni vengono causate a distanza tramite un laser sparato dall'assassino.